# Rick Folk
Rick Folk, właśc. Richard Dale Folk (ur. 5 marca 1950 w Saskatoon) – kanadyjski curler, dwukrotny mistrz świata, były deputowany w Parlamencie Saskatchewan.
Folk zwyciężył w Mistrzostwach Juniorów Saskatchewan 1970, jego drużyna pięciokrotnie sięgała po tytuł mistrza prowincji w rywalizacji mikstów (1974, 1974, 1981, 1982, 1983). W konkurencji męskiej wygrał 3 mistrzostwa prowincji (1978, 1979, 1980).
Zdobył tytuł mistrza Kanady mikstów w 1974 i 1983. 3 wygrane mistrzostw Saskatchewan mężczyzn dały starty w the Brier. W 1978 doszedł z bilansem 8-3 do półfinału gdzie przegrał z Kolumbią Brytyjską (Bernie Sparkes), rok później z tym samym bilansem w półfinale przegrał z Północnym Ontario. W 1980 podczas fazy grupowej Saskatchewan wygrał 9 meczów na 11 i automatycznie znalazł się w finale, gdzie wygrał z Północnym Ontario 10:6. Na MŚ Kanada po 9 wygranych i bez żadnej porażki zakwalifikowała się do finału. Drużyna Folka zdobyła tytuł mistrzów świata po wygranej nad Norwegią (Kristian Sørum) 7:6.
26 kwietnia 1982 Folk został wybrany deputowanym Progresywno-Konserwatywnej Partii Kanady do Parlament Saskatchewan z okręgu Saskatoon University. W kolejnych wyborach przegrał z Peterem Prebblem.
Pod koniec lat 80. XX wieku Folk przeprowadził się do Kelowna w Kolumbii Brytyjskiej. Stworzył nową drużynę, z którą zdobył mistrzostwo prowincji w 1989, w zmienionym zespole powtórzył to osiągnięcie w 1993-1995.
Podczas Labat Brier 1989 drużyna Folka dotarła do finałów, gdzie przegrała z Albertą 2:3. W swoim kolejnym występie na Labat Brier 1993 Kolumbia Brytyjska z Rickiem Folkiem jako skipem po Round-Robin zajęła 1. miejsce wraz z innymi 3 drużynami. W tie-breaker wygrała z Północnym Ontario 5:3 a w drugim meczu przegrała z Ontario 1:3, przez co w półfinale ponownie spotkała się z Północnym Ontario, mecz zakończył się wynikiem 5:3. Ostatecznie w finale Kolumbia uległa Ontario 3:5.
W Labat Brier 1994 zespół Folka po fazie grupowej automatycznie znalazł się w finale, gdzie zrewanżował się 8:5 Ontario za porażkę w finale poprzednich zawodów. Rick po raz drugi reprezentował Kanadę na MŚ 1994. Kanada w półfinale pokonała Niemcy 6:5 i następnie w finale Szwecję 3:2. Swój ostatni występ na mistrzostwach kraju w 1995 Rick Folk zakończył na 6. miejscu z bilansem 6-5.
W 2007 został mistrzem Kolumbii Brytyjskiej seniorów.
Drużyna Ricka Folka została włączona do Saskatchewan Sports Hall of Fame, BC Sports Hall of Fame i Canadian Curling Hall of Fame.

## Drużyny
| Rok       | Trzeci /-a         | Drugi /-a       | Otwierający /-a | Rezerwowy      |                    |
| --------- | ------------------ | --------------- | --------------- | -------------- | ------------------ |
| 1970      | Bob Thompson       | Dave Folk       | Jerry Call      |                | MK Juniorów        |
| 1974      | Cheryl Stirton     | Tom Wilson      | Bonnie Orchard  |                | MK Mikstów         |
| 1975      | Dorenda Schoenhals | Tom Wilson      | Bonnie Orchard  |                | MK Mikstów         |
| 1978      | Rod Thompson       | Tom Wilson      | Roger Schmidt   |                | the Brier          |
| 1979      | Rod Thompson       | Tom Wilson      | Jim Wilson      |                | the Brier          |
| 1980      | Ron Mills          | Tom Wilson      | Jim Wilson      |                | the Brier, MŚ      |
| 1981-1983 | Dorenda Schoenhals | Tom Wilson      | Elizabeth Folk  |                | MK Mikstów         |
| 1989      | Bert Gretzinger    | Rob Koffski     | Doug Smith      |                | the Brier          |
| 1993-1995 | Pat Ryan           | Bert Gretzinger | Gerry Richard   | Ron Steinhauer | the Brier, MŚ      |
| 2007      | Dennis Graber      | Randy Nelson    | Bob Holden      |                | MK Seniorów        |
| 2008      | Grant Dezura       | Fred Thompson   | Dean Lunn       |                | World Curling Tour |
| 2009      | Brent Giles        | Jamie Smith     | Aron Herrick    |                | World Curling Tour |